# Alberto IV di Baviera
Alberto IV di Wittelsbach (Monaco di Baviera, 15 dicembre 1447 – Monaco di Baviera, 18 marzo 1508) fu duca di Baviera-Monaco dal 1467 e duca della Baviera riunita dal 1503.

## Biografia
Alberto era figlio di Alberto III di Baviera e di Anna di Brunswick-Grubenhagen-Einbeck. Dopo la morte del fratello maggiore Giovanni IV rinunciò alla carriera ecclesiastica e da Pavia tornò a Monaco. Quando i suoi fratelli Cristoforo e Wolfgang rinunciarono ai loro diritti, Alberto divenne il solo duca, ma venne creato il nuovo Ducato di Baviera-Dachau da quello già esistente di Baviera-Monaco per il proprio fratello, il duca Sigismondo nel 1467. Alla morte di Sigismondo nel 1501, i domini rientrarono a far parte del Ducato di Baviera-Monaco.
Per le pressioni ricevute dal suocero Federico III d'Asburgo, padre di sua moglie Cunegonda d'Austria, nel 1492 Alberto decise di cedere all'Impero Austriaco i territori della Svevia, per evitare un conflitto con gli Asburgo.
Alla morte dell'ultimo duca di Baviera-Landshut, Giorgio, nel 1503, Alberto progettò di riunire tutti i domini della Baviera, entrando in conflitto con i parenti di Giorgio e con la linea dei Wittelsbach dell'elettorato palatino, ma dovette cedere Kufstein al cognato Massimiliano I d'Asburgo come ricompensa per il supporto in truppe fornito. per il Palatinato venne creato il nuovo Ducato del Palatinato-Neuburg.
Per evitare altre future divisioni della Baviera, Alberto nel 1506 prescrisse che l'intero dominio dovesse passare solo al primogenito nato. Malgrado questo il suo erede, Guglielmo IV di Baviera dovette dividere il proprio potere dal 1516 con il fratello più giovane Ludovico X di Baviera. Dopo la morte di Ludovico nel 1545 l'editto divenne effettivo sino alla fine della monarchia in Baviera nel 1918.
Alberto è sepolto nella Chiesa di Nostra Signora di Monaco.

## Matrimonio ed eredi

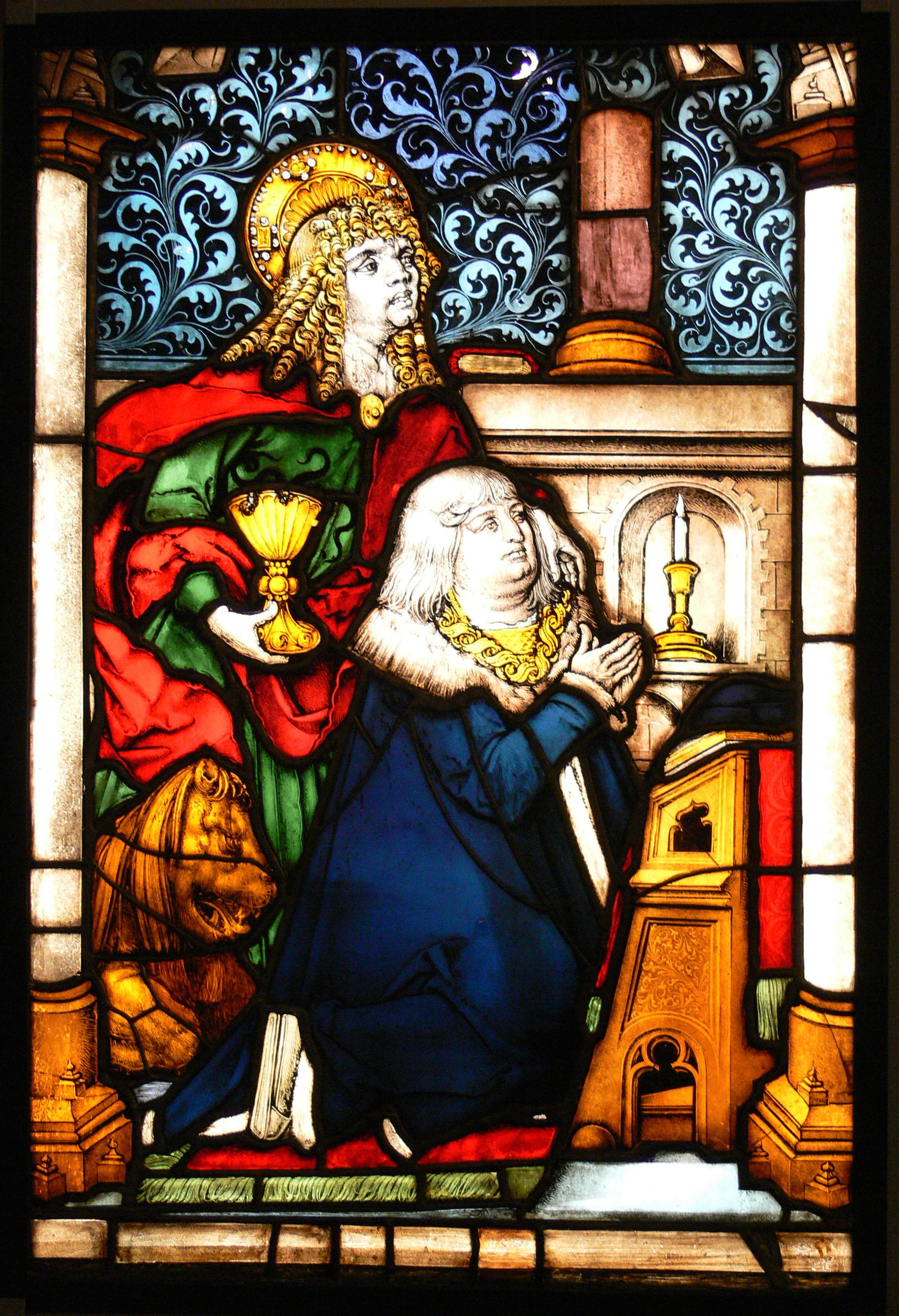
Vetrata dell'abbazia di Prüll con Alberto IV di Baviera che si raccomanda a san Giovanni. Oggi nel Museo nazionale bavarese.

Dal matrimonio con Cunegonda d'Austria nacquero i seguenti figli che raggiunsero l'età adulta:
- Sidonia (1488-1505);
- Sibilla (1489-1519), sposò Ludovico V del Palatinato;
- Sabina (1492-1564), sposò Ulrico di Württemberg;
- Guglielmo (1493-1550);
- Ludovico (1495-1545);
- Ernesto, amministratore apostolico dell'arcidiocesi di Salisburgo e amministratore apostolico della diocesi di Passavia;
- Susanna (1502-1543), sposò prima Casimiro di Brandeburgo-Bayreuth e successivamente Ottone Enrico del Palatinato.

## Ascendenza
|                                     |                                    |                                    | Genitori                            |  |  | Nonni |  |  | Bisnonni               |  |  | Trisnonni             |  |
|                                     |                                    |                                    |                                     |  |  |       |  |  | Giovanni II di Baviera |  |  | Stefano II di Baviera |  |
|                                     |                                    |                                    |                                     |  |  |       |  |  | Giovanni II di Baviera |  |  | Stefano II di Baviera |  |
|                                     |                                    | Isabella d'Aragona                 |                                     |  |  |       |  |  | Giovanni II di Baviera |  |  |                       |  |
| Ernesto di Baviera-Monaco           |                                    |                                    |                                     |  |  |       |  |  | Giovanni II di Baviera |  |  |                       |  |
|                                     |                                    | Caterina di Gorizia                | Mainardo VI di Gorizia              |  |  |       |  |  |                        |  |  |                       |  |
|                                     |                                    | Caterina di Gorizia                | Mainardo VI di Gorizia              |  |  |       |  |  |                        |  |  |                       |  |
|                                     |                                    | Caterina di Gorizia                | Caterina di Pfannenberg             |  |  |       |  |  |                        |  |  |                       |  |
| Alberto III di Baviera              |                                    | Caterina di Gorizia                |                                     |  |  |       |  |  |                        |  |  |                       |  |
|                                     |                                    | Bernabò Visconti                   | Stefano Visconti                    |  |  |       |  |  |                        |  |  |                       |  |
|                                     |                                    | Bernabò Visconti                   | Stefano Visconti                    |  |  |       |  |  |                        |  |  |                       |  |
|                                     |                                    | Bernabò Visconti                   | Valentina Doria                     |  |  |       |  |  |                        |  |  |                       |  |
| Elisabetta Visconti                 |                                    | Bernabò Visconti                   |                                     |  |  |       |  |  |                        |  |  |                       |  |
|                                     |                                    | Beatrice Regina della Scala        | Mastino II della Scala              |  |  |       |  |  |                        |  |  |                       |  |
|                                     |                                    | Beatrice Regina della Scala        | Mastino II della Scala              |  |  |       |  |  |                        |  |  |                       |  |
|                                     |                                    | Beatrice Regina della Scala        | Taddea da Carrara                   |  |  |       |  |  |                        |  |  |                       |  |
| Alberto IV di Baviera               |                                    | Beatrice Regina della Scala        |                                     |  |  |       |  |  |                        |  |  |                       |  |
|                                     | Alberto I di Brunswick-Grubenhagen | Ernesto I di Brunswick-Grubenhagen |                                     |  |  |       |  |  |                        |  |  |                       |  |
|                                     | Alberto I di Brunswick-Grubenhagen | Ernesto I di Brunswick-Grubenhagen |                                     |  |  |       |  |  |                        |  |  |                       |  |
|                                     | Alberto I di Brunswick-Grubenhagen | Adelaide di Everstein-Polle        |                                     |  |  |       |  |  |                        |  |  |                       |  |
| Erich I di Braunschweig-Grubenhagen | Alberto I di Brunswick-Grubenhagen |                                    |                                     |  |  |       |  |  |                        |  |  |                       |  |
|                                     |                                    | Agnese I di Brunswick-Lüneburg     | Magnus II di Brunswick-Wolfenbüttel |  |  |       |  |  |                        |  |  |                       |  |
|                                     |                                    | Agnese I di Brunswick-Lüneburg     | Magnus II di Brunswick-Wolfenbüttel |  |  |       |  |  |                        |  |  |                       |  |
|                                     |                                    | Agnese I di Brunswick-Lüneburg     | Caterina di Anhalt-Bernburg         |  |  |       |  |  |                        |  |  |                       |  |
| Anna di Braunschweig-Grubenhagen    |                                    | Agnese I di Brunswick-Lüneburg     |                                     |  |  |       |  |  |                        |  |  |                       |  |
|                                     |                                    | Ottone I di Brunswick-Göttingen    | Ernesto I di Brunswick-Göttingen    |  |  |       |  |  |                        |  |  |                       |  |
|                                     |                                    | Ottone I di Brunswick-Göttingen    | Ernesto I di Brunswick-Göttingen    |  |  |       |  |  |                        |  |  |                       |  |
|                                     |                                    | Ottone I di Brunswick-Göttingen    | Elisabetta d'Assia                  |  |  |       |  |  |                        |  |  |                       |  |
| Elisabetta di Brunswick-Göttingen   |                                    | Ottone I di Brunswick-Göttingen    |                                     |  |  |       |  |  |                        |  |  |                       |  |
|                                     |                                    | Margherita di Berg                 | Guglielmo II di Berg                |  |  |       |  |  |                        |  |  |                       |  |
|                                     |                                    | Margherita di Berg                 | Guglielmo II di Berg                |  |  |       |  |  |                        |  |  |                       |  |
|                                     |                                    | Margherita di Berg                 | Anna del Palatinato                 |  |  |       |  |  |                        |  |  |                       |  |
|                                     |                                    | Margherita di Berg                 |                                     |  |  |       |  |  |                        |  |  |                       |  |